# Piedade do Ouro
Piedade do Ouro, Piedade, oficjalnie Dzielnica Piedade do Ouro (port. Distrito de Piedade do Ouro) – osada oraz region położony w północno-zachodniej części gminy Itapetim, w stanie Pernambuco, w Brazylii Nazwa „Piedade do Ouro” oznacza dosłownie „Pietà złota” i odnosi się zarówno do patronki regionu, Matka Boska Bolesna (port. Nossa Senhora da Piedade), jak i do odkrycia złota w okolicy w połowie XX wieku.

## Geografia i położenie
Piedade do Ouro znajduje się w regionie Dolina Pajeú, w północno-zachodniej części gminy Itapetim, w pobliżu granicy ze stanem Paraíba. Obszar charakteryzuje się suchym, półpustynnym klimatem (semiárido) oraz typową dla tego regionu roślinnością caatinga. Osada położona jest około 2,6 km na wschód od drogi PE-275 i jest z nią połączona asfaltową drogą José Soares da Silva, oddaną do użytku w 2022 roku.

## Historia
Pierwsze wzmianki o osadnictwie na tym obszarze pochodzą z XVIII wieku, kiedy to tereny te zamieszkiwało plemię Babicos. Przełomowym momentem w historii regionu było odkrycie złota w latach 40. XX wieku w rejonie Sertãozinho. Początkowo sądzono, że odkryta kopalnia może być trzecią co do wielkości w kraju, co przyciągnęło setki poszukiwaczy złota z różnych regionów Brazylii.
Z czasem jednak okazało się, że eksploatacja złóż jest nieopłacalna ze względu na niską zawartość kruszcu oraz wysokie koszty wydobycia. Mimo prób ponownego uruchomienia działalności w latach 80., kopalnia została ostatecznie zamknięta w 1985 roku.

## Region górniczy
Region Piedade do Ouro obejmuje kilka osad i miejscowości historycznie związanych z wydobyciem złota, w tym Pimenteira do Ouro, Sertãozinho i Gurgueia. Szczególnie Pimenteira do Ouro była miejscem intensywnej działalności górniczej.
W latach 80. i 90. prowadzono tzw. Projekt Itapetim, którego celem była dalsza eksploracja złóż w regionie.